# Enchytraeus buchholzi
Enchytraeus buchholzi is een ringworm uit de familie van de Enchytraeidae. De wetenschappelijke naam van de soort is voor het eerst geldig gepubliceerd in 1879 door Vejdovský.